# Химна Доминике
Острво лепоте, острво сјаја (енгл. Isle of Beauty, Isle of Splendour) је популано име националне химне Доминике. Усвојена је када је острво стекло државност 1967. године и поново када је Доминика стекла независност 1978. године. Текст химне је написао Вилфред Оскар Морган Понд (1912–1985) 1967. године, а компоновао ју је Лемјуел Мекперсон Кристијан (1917–2000) исте године.

## Текст

### Текст наенглеском
Isle of beauty, isle of splendour,
Isle to all so sweet and fair,
All must surely gaze in wonder
At thy gifts so rich and rare.
Rivers, valleys, hills and mountains,
All these gifts we do extol.
Healthy land, so like all fountains,
Giving cheer that warms the soul.
Dominica, God hath blest thee
With a clime benign and bright,
Pastures green and flowers of beauty
Filling all with pure delight,
And a people strong and healthy,
Full of godly reverent fear.
May we ever seek to praise Thee
For these gifts so rich and rare.
Come ye forward, sons and daughters
Of this gem beyond compare.
Strive for honour, sons and daughters,
Do the right, be firm, be fair.
Toil with hearts and hands and voices.
We must prosper! Sound the call,
In which ev'ryone rejoices,
"All for Each and Each for All."